# Copa Verde 2024
La Copa Verde 2024 fue la undécima (11.ª) edición del torneo que reúne equipos de la región norte y la región centro-oeste incluyendo el Estado de Espírito Santo. 
Comenzó el 22 de febrero y finalizó el 29 de mayo de 2024.
El reglamento fue publicado el 4 de enero de 2024. 
Al igual que en la pasada edición, la Copa Verde 2024 se jugó bajo un sistema eliminatorio, en el que los clubes clasificados se enfrentaron a partido único en las dos primeras fases, mientras que a partir de cuartos de final los enfrentamientos se disputaron en sistema de ida y vuelta.

## Equipos participantes
| Estado              | Equipo             | Ciudad         | Critério de clasificación | Ranking CBF | Estadio               | Capacidad |
| ------------------- | ------------------ | -------------- | ------------------------- | ----------- | --------------------- | --------- |
| Acre                | Rio Branco-AC      | Rio Branco     | Criterio 1                | 118º        | Florestão             | 10 000    |
| Acre                | Humaitá            | Porto Acre     | Criterio 2                | 98º         | Florestão             | 10 000    |
| Amapá               | Trem               | Macapá         | Criterio 1                | 98º         | Zerão                 | 19 000    |
| Amazonas            | Amazonas           | Manaus         | Criterio 1                | 66º         | Arena da Amazônia     | 44 000    |
| Amazonas            | Manauara           | Manaus         | Criterio 2                | —           | Arena da Amazônia     | 44 000    |
| Amazonas            | Manaus             | Manaus         | Criterio 3                | 52º         | Arena da Amazônia     | 44 000    |
| Distrito Federal    | Real Brasília      | Plano Piloto   | Criterio 1                | 221º        | Defelê                | 1500      |
| Distrito Federal    | Brasiliense        | Taguatinga     | Criterio 2                | 57º         | Serejão               | 27 000    |
| Distrito Federal    | Ceilândia          | Ceilândia      | Criterio 3                | 79º         | Abadião               | 4200      |
| Espírito Santo      | Real Noroeste      | Águia Branca   | Criterio 1                | 84º         | José Olímpio da Rocha | 5281      |
| Espírito Santo      | Rio Branco-ES      | Vitória        | Criterio 2                | 163º        | Kleber Andrade        | 21 152    |
| Goiás               | Anápolis           | Anápolis       | Criterio 1                | 117º        | Jonas Duarte          | 20 000    |
| Goiás               | Goiás              | Goiânia        | Criterio 2                | 20º         | Serrinha              | 14 450    |
| Goiás               | Vila Nova          | Goiânia        | Criterio 3                | 29º         | OBA                   | 11 788    |
| Mato Grosso         | Cuiabá             | Cuiabá         | Criterio 1                | 19º         | Arena Pantanal        | 44 097    |
| Mato Grosso         | União Rondonópolis | Rondonópolis   | Criterio 2                | 85º         | Luthero Lopes         | 19 000    |
| Mato Grosso del Sur | Costa Rica         | Costa Rica     | Criterio 1                | 159º        | Laertão               | 5000      |
| Pará                | Águia de Marabá    | Marabá         | Criterio 1                | 92º         | Zinho de Oliveira     | 5000      |
| Pará                | Remo               | Belém          | Criterio 2                | 41º         | Baenão                | 13 200    |
| Pará                | Paysandu           | Belém          | Criterio 3                | 44.º        | Curuzu                | 16 200    |
| Rondonia            | Porto Velho        | Porto Velho    | Criterio 1                | 116º        | Aluizão               | 5000      |
| Roraima             | São Raimundo-RR    | Boa Vista      | Criterio 1                | 67º         | Canarinho             | 4556      |
| Tocantins           | Tocantinópolis     | Tocantinópolis | Criterio 1                | 69º         | Ribeirão              | 8000      |
| Tocantins           | Capital            | Palmas         | Criterio 2                | —           | Nilton Santos         | 12 000    |

## Cuadro del campenato

### Ronda preliminar
| Fechas        | Local              | Resultado      | Visita        |
| ------------- | ------------------ | -------------- | ------------- |
| 22 de febrero | Humaitá            | 1:1 (pen. 2:4) | Trem          |
| 28 de febrero | Águia de Marabá    | 0:2            | Rio Branco-AC |
| 28 de febrero | Tocantinópolis     | 2:1            | Manauara      |
| 28 de febrero | Porto Velho        | 2:1            | Anápolis      |
| 28 de febrero | Ceilândia          | 0:0 (pen. 4:3) | Real Brasília |
| 28 de febrero | União Rondonópolis | 4:0            | Costa Rica    |
| 28 de febrero | Real Noroeste      | 1:2            | Rio Branco-ES |
| 29 de febrero | São Raimundo-RR    | 3:3 (pen. 4:5) | Capital       |

### Octavos de final
| Fechas      | Local       | Resultado      | Visita             |
| ----------- | ----------- | -------------- | ------------------ |
| 5 de marzo  | Manaus      | 3:2            | Tocantinópolis     |
| 6 de marzo  | Amazonas    | 4:1            | Capital            |
| 6 de marzo  | Goiás       | 2:0            | União Rondonópolis |
| 6 de marzo  | Paysandu    | 3:0            | Rio Branco-AC      |
| 6 de marzo  | Cuiabá      | 5:0            | Porto Velho        |
| 7 de marzo  | Remo        | 3:1            | Trem               |
| 7 de marzo  | Brasiliense | 0:0 (pen. 4:1) | Ceilândia          |
| 12 de marzo | Vila Nova   | 1:0            | Rio Branco-ES      |

### Cuartos de final
| Fechas           | Local en la ida | Global | Local en la vuelta | Ida | Vuelta |
| ---------------- | --------------- | ------ | ------------------ | --- | ------ |
| 20 y 23 de marzo | Remo            | 4:3    | Amazonas           | 2:1 | 2:2    |
| 20 y 27 de marzo | Brasiliense     | 2:8    | Cuiabá             | 1:4 | 1:4    |
| 20 y 24 de marzo | Vila Nova       | 2:1    | Goiás              | 1:0 | 1:1    |
| 21 y 24 de marzo | Manaus          | 2:4    | Paysandu           | 1:0 | 1:4    |

### Semifinales
| Fechas                   | Local en la ida | Global         | Local en la vuelta | Ida | Vuelta |
| ------------------------ | --------------- | -------------- | ------------------ | --- | ------ |
| 3 y 10 de abril          | Paysandu        | 1:1 (pen. 4:3) | Remo               | 0:0 | 1:1    |
| 17 de abril y 11 de mayo | Vila Nova       | 4:4 (pen. 4:2) | Cuiabá             | 2:0 | 2:4    |

### Final
| Fechas          | Local en la ida | Global | Local en la vuelta | Ida | Vuelta |
| --------------- | --------------- | ------ | ------------------ | --- | ------ |
| 22 y 29 de mayo | Paysandu        | 10:0   | Vila Nova          | 6:0 | 4:0    |

| Campeón 2024 Copa Verde    |
| Bandera del estado de Pará |
| -------------------------- |
| Paysandu (4.º título)      |

## Goleadores
| Jugador        | Equipo             | Goles |
| -------------- | ------------------ | ----- |
| Nicolas        | Paysandu           | 6     |
| Isidro Pitta   | Cuiabá             | 3     |
| Edinho         | Paysandu           | 3     |
| Deyverson      | Cuiabá             | 2     |
| Jonathan Cafu  | Cuiabá             | 2     |
| Lucas Ribamar  | Remo               | 2     |
| Alesson        | Vila Nova          | 2     |
| Brener         | União Rondonópolis | 2     |
| Everson Bilau  | Tocantinópolis     | 2     |
| Weslley Santos | Capital            | 2     |
| Sassá          | Amazonas           | 2     |
| William Barbio | Amazonas           | 2     |
| Vinicius Leite | Paysandu           | 2     |
| João Vieira    | Paysandu           | 2     |